# Kaliazin

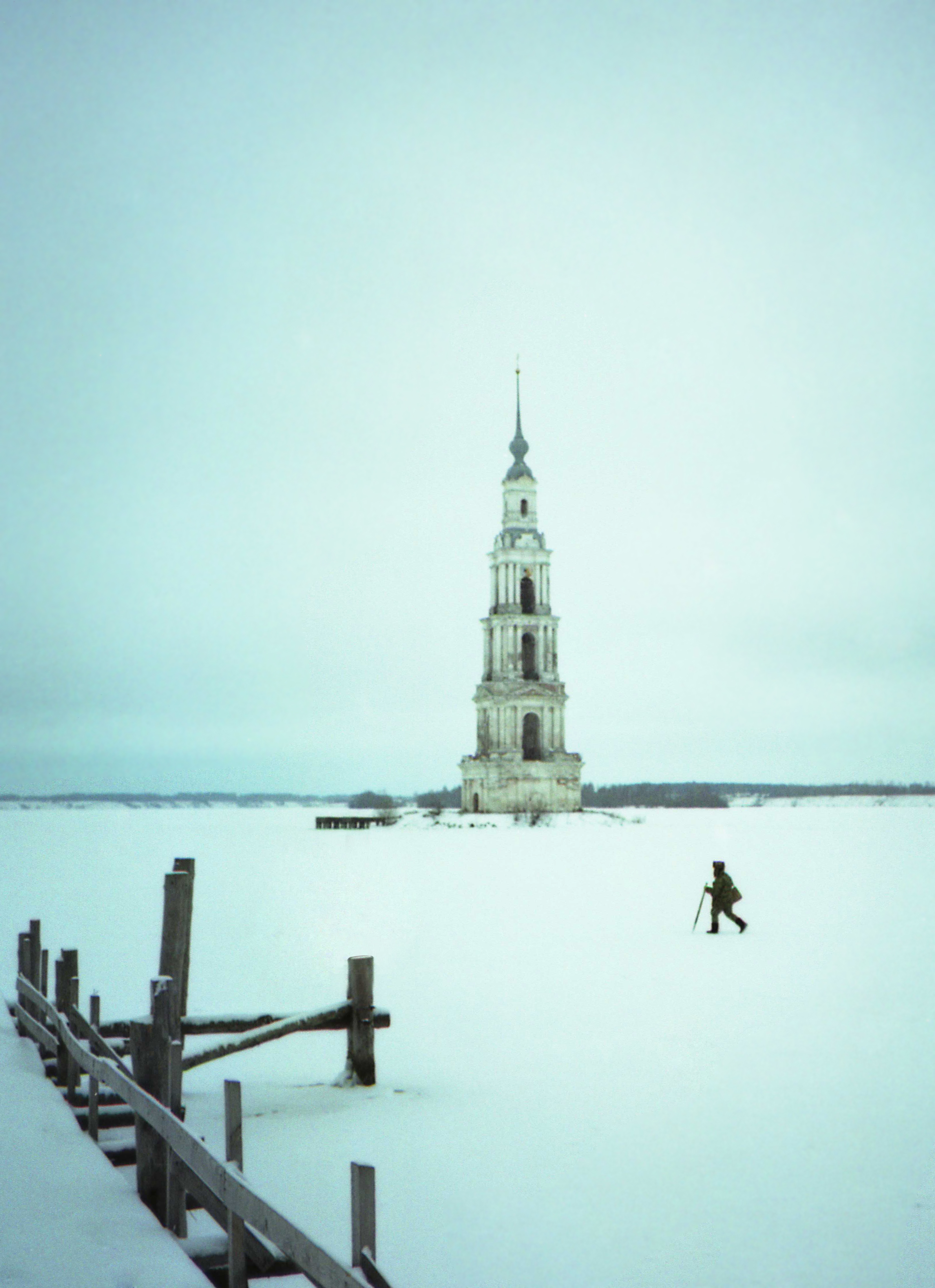
El Campanar Inundat és part de l'església inundada durant l'era estalinista i el tret més característic de Kaliazin.

Kaliazin (rus: Каля́зин) és una vila de l'oblast de Tver a Rússia. Està situat al Volga, 25 km al sud-est de Kaixin, 110 km al nord de 110 km de Sèrguiev Possad i 55 km al sud-oest d'Úglitx (per autopista). Població: 14.280 persones (cens del 2002).
Kalyazin apareix al segle xii com un sloboda o l'assentament per a gent alleugerida del pagament d'impostos. La importància de la ciutat augmentà significativament amb la fundació del monestir Makarevski, a la riba oposada del Volga, durant el segle xv. Aquesta abadia solia ser la tret més destacat de Kaliazin i comprenia nombrosos edificis d'interès històric, incloent-hi un refectori del 1525.
El 1940 el monestir i la majoria de la ciutat vella s'inundaren durant la construcció del Pantà d'Úglitx. Després d'allò, la ciutat fou reubicada a un nou emplaçament, més alt.
El 19 de novembre, de 2001, un avió xàrter Iliuixin Il-18 s'estavellà a Kaliazin, morint-hi els seus 27 ocupants.
El 26 d'agost, de 2010, dotzenes de treballadors forans, originaris de l'Àsia central van ser expulsats de la ciutat, després de massius xocs amb els treballadors locals Els llocs de treball que ocupaven a la construcció foren ocupats per la gent de la zona

## Estació de tren
Kalyazin és la seu d'una de les estacions de tren més grans a l'Oblast de Tver. Els trens que provenen de Sant Petersburg, Moscou Terminal de Saviolovski, Kaixin, Úglitx, Ríbinsk, Sonkovo, Saviolovo, i altres localitzacions essencials passen a través de l'estació.